# Paranoia (álbum de Inestable)
Paranoia es el cuarto álbum oficial de la banda chilena Inestable, lanzado 1 de noviembre de 2008 por Sello Oveja Negra. Este álbum es diferente a los anteriores ya que muestra una evolución musical de la banda. Incluye temas como "¡Quiero más!", "¿Qué Puedo Hacer para tenerte?", "La historia entre tu y yo", etc.
Los integrantes de la banda han dicho que este álbum tiene mucha influencia de Foo Fighters, The Hives, etc.
El primer sencillo del disco se llamó "Quiero mas", y el video de esa canción fue el último que grabaron con Mr. Ed.
En plena época de promoción del disco el baterista, Mr. Ed deja la banda por razones de proyectos personales y la banda hizo un casting para encontrar un nuevo baterista. De todos los que fueron solo Gonzalo Valencia pudo tener la capacidad de reemplazar a Mr. Ed y quedó en la banda.

## Lista de canciones
1. "¡Quiero Más!" – 2:26
2. "En Dirección" – 2:34
3. "Básico y Simple" – 2:42
4. "Consecuencia" – 2:25
5. "La Historia Entre tu y yo" – 3:03
6. "Mujer Audaz" – 2:16
7. "¿Qué Puedo Hacer Para Tenerte?" – 2:43
8. "Salvate" – 2:11
9. "Una vez más" – 2:28
10. "Automedicamento" – 2:01
11. "Lo Pactado" – 2:20

1. "Reventado" – (Pista Oculta)

## Sencillos
1. Quiero Más!, octubre de 2008.
2. ¿Que Puedo hacer para tenerte?, 18 de abril de 2009.
3. La Historia Entre Tu y Yo, diciembre de 2009.
4. Mujer Audaz, julio de 2010.

## Tokatas
- Tracklist base de inestable en la época de paranoia

1. Consecuencia
2. Básico y simple
3. No Hay Después!
4. Perdedor
5. En Dirección
6. Original
7. Automedicamento
8. No se por qué parte II
9. Que Puedo Hacer Para Tenerte?
10. Reventado
11. Somos dos
12. Mujer Audaz
13. Salvate
14. Tratando De Entender
15. La Historia Entre tu y yo
16. Quiero Más!

- Tracklist Primera tokata con Gonzalo Valencia

1. Automedicamento
2. En Dirección
3. Básico y Simple
4. Mujer Audaz
5. Consecuencia
6. La Historia Entre tu y yo
7. Original
8. Una Vez Más
9. Lo Pactado
10. Tratando De Entender
11. Que Puedo Hacer para tenerte?
12. No se Por qué Parte II
13. Salvate
14. No Hay Después!
15. Quiero Más!

- Datos: Q6061263